# Henri Rosès
Henri Jean Pierre Rosès, né à Perpignan le 15 juillet 1857,, mort en 1934, est un pianiste, chef d'orchestre et compositeur français.

## Biographie
Fils d'un cordonnier devenu professeur de piano à Perpignan, il fait des études au Conservatoire de Paris.
On lui doit les musiques d'une centaine de chansons sur des paroles, entre autres, de Paul Rosario, P.-L. Flers, Adolphe Jost, Louis Guéteville, Henry Drucker, Louis Bouvet ou Henri Darsay. Sa chanson restée la plus connue reste À Bagnolet, créée en 1898 par Émile Mercadier.
Henri Rosès compose également des valses, telles en 1899 Première Caresse, une valse lente pour piano et violon ainsi que des musiques de scène.
À partir de janvier 1907, date de sa nomination en tant que directeur artistique du Casino de Paris, sa carrière de compositeur va s'infléchir sensiblement pour cesser définitivement après 1909.

## Œuvres
Musique de chanson
- 1892 : Les Violettes sont fanées !, romance, paroles d'Horace Delattre, Paris, P. Lefebvre éditeur
- 1893 : C'est plus fort que moi !, paroles de Fernoël, Paris, R. Cathelineau éditeur
- 1894 : À quoi l'on reconnait une Parisienne, chanson-monologue, paroles d'Achille Bloch, Paris, Émile Benoit éditeur[6]
- 1895 : L'Amour à l'aventure !, paroles de Marcel d'Yves, Paris, éditeur anonyme
- 1895 : À qui sait s'y prendre !, paroles d'Henry Drucker, Paris, F. Bigot éditeur
- 1895 : Un Baiser s'oublie, romance, paroles d'Henry Drucker, Paris, F. Bigot éditeur
- 1896 : La Bourra !, chanson auvergnate, paroles de Paul Rosario, Paris, E. Benoit éditeur
- 1897 : Des Bécots !, paroles de Théodore Aillaud et Louis Guéteville, Paris, Louis Guéteville éditeur
- 1897 : Ce qu'il faut !, paroles de Théodore Aillaud, Paris, H. Cas éditeur
- 1897 : À lui l' Pompon !, paroles de Paul Rosario, Paris, G. Ondet éditeur
- 1897 : La Bouquetière !, paroles de Lucien Puech et Henry Darcourt, Paris, H. Cas éditeur
- 1898 : À Bagnolet, paroles d'Eugène Riffey, Paris, Puigellier et Bassereau éditeurs[7]
- 1898 : Ah ! Maman, qu' c'est rigolo !, paroles de Paul Rosario, Paris, G. Ondet éditeur
- 1899 : Affriolante !, paroles de Gaston Petit, Paris, H. Colas éditeur
- 1900 : Brunes !, paroles de Lucien Puech, Paris, G. Ricordi éditeur
- 1901 : Aimés pour eux !, paroles d'Alexandre Trébitsch et Henri Darsay, Paris, E. Sulzbach éditeur
- 1902 : Berceuse rouge !, paroles d'Henri Darsay, Paris, G. Ricordi éditeur
- 1903 : C'est à London !, chansonnette anglaise, paroles d'Alexandre Trébitsch, Paris, à l'Édition moderne
- 1904 : Sérénade à Manon !, paroles d'Émile Bessière, Paris, G. Ondet éditeur
- 1907 : La Couverture de voyage !, paroles d'Henry Drucker et Auguste Ménard, Paris, G. Ondet éditeur
- 1909 : Les Cloches, paroles de Jules Méry, Paris, Éveillard et Jacquot éditeurs[8]

Musique de danse
- 1892 : Graciette, gavotte pour piano, Paris, P. Lefebvre éditeur
- 1893 : Pschutt, polka pour piano, Paris, R. Cathelineau éditeur
- 1893 : Puig-Juan, quadrille pour piano, Paris, R. Cathelineau éditeur
- 1893 : Salvator, marche pour piano, Paris, R. Cathelineau éditeur
- 1895 : Marche d'Émillienne, marche pour piano, Paris, H. Cas éditeur
- 1896 : Marche de l'intrépide, marche pour orchestre, Paris, C. Joubert éditeur
- 1899 : Première caresse, valse lente pour piano et violon, Paris, E. Coutarel éditeur
- 1902 : Matador !, marche pour piano, Paris, P. Éveillard éditeur
- 1906 : Au pesage !, marche pour piano, Paris, G. Ondet éditeur
- 1906 : Les Chasseresses, valse pour orchestre, Paris, à Lulli éditeur
- 1906 : Valse des mousselines, valse lente pour orchestre, Paris, à Lulli éditeur
- 1908 : Piles d'or, marche pour piano, Paris, E. Sulzbach éditeur
- 1909 : Andréa, habanera, Paris, W. Salabert éditeur

Musique de scène
- 1898 : 22 ! les deux cocottes, fantaisie-opérette en 1 acte et 2 tableaux, livret de Victor de Cottens et Henry Darcourt, à la Scala (5 novembre)
- 1900 : Gitana, pantomime espagnole en 1 acte, aux Folies-Bergère (31 octobre)
- 1903 : La Chula, pantomime espagnole en 1 acte, scénario et mise en scène de M. Girault, à la Scala (17 février)[9]
- 1905 : Pris au piège, pantomime en 1 acte, scénario et mise en scène de Théodore Thalès, au théâtre des Capucines (17 janvier)
- 1907 : Deux coqs pour une poule, pantomime en 1 acte, scénario et mise en scène de Théodore Thalès, au Casino de Paris (8 décembre)
- 1908 : L'Olympe à Paris, ballet en 1 acte, chorégraphie de Frédéric Rey, au casino de Beausoleil (9 février)
- 1909 : Le Pot cassé, pantomime en 1 acte, scénario et mise en scène de Théodore Thalès, au Casino de Paris (16 janvier)